# Bọ đất vàng

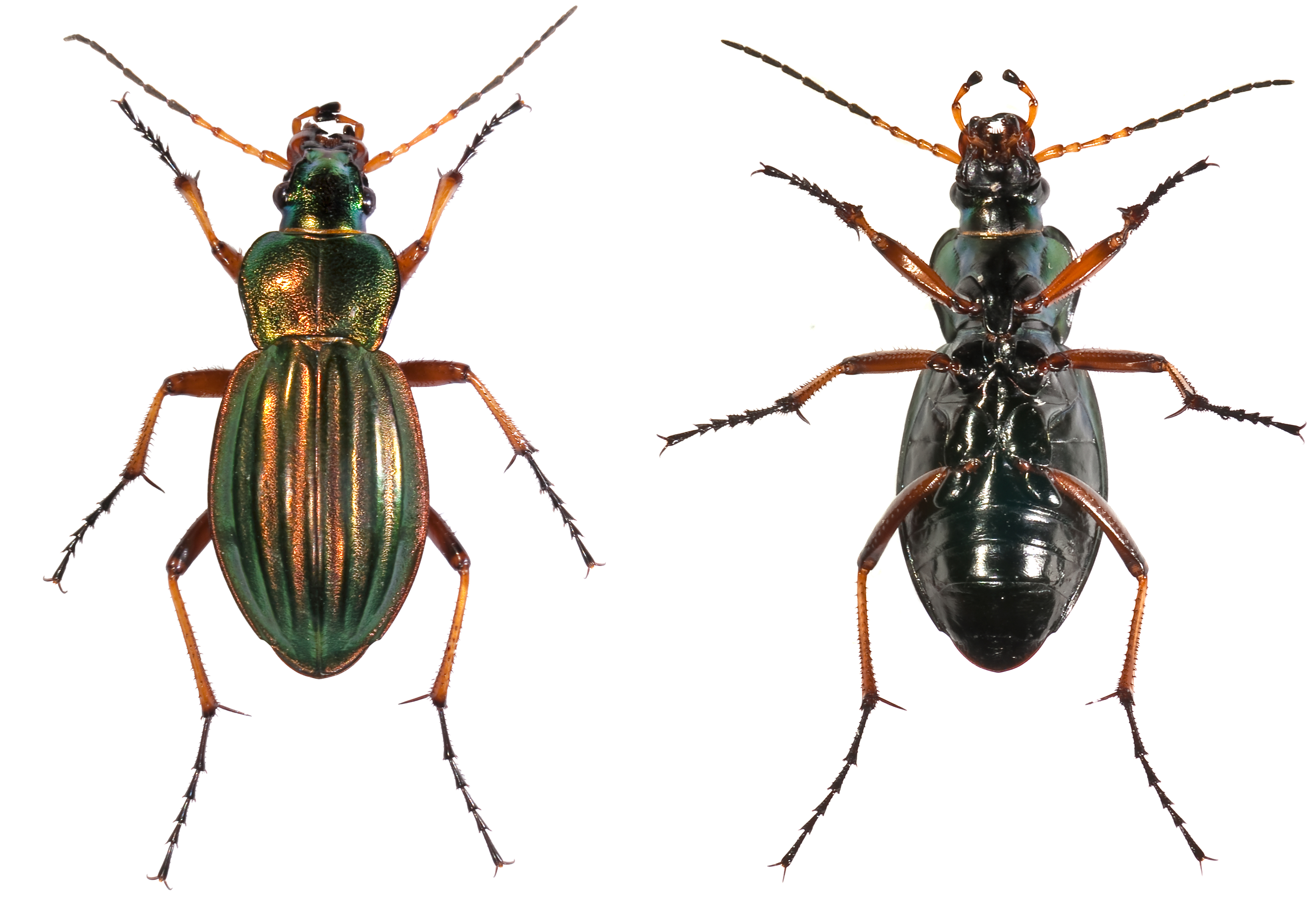
Carabus auratus

Carabus auratus, Bọ mặt đất vàng, là một thành viên của họ Carabidae, nguồn gốc ở vùng trung tâm và phía tây của châu Âu.

## Mô tả
Nó đạt đến một chiều dài cơ thể từ 1,7 và 2 cm. Các cánh cứng, được đánh dấu bằng ba rãnh dọc rộng, màu vàng-xanh óng ánh, như đầu và ngực. Chân, râu và phần miệng có màu da cam.